# Naturschutzgebiet Biesenthaler Becken

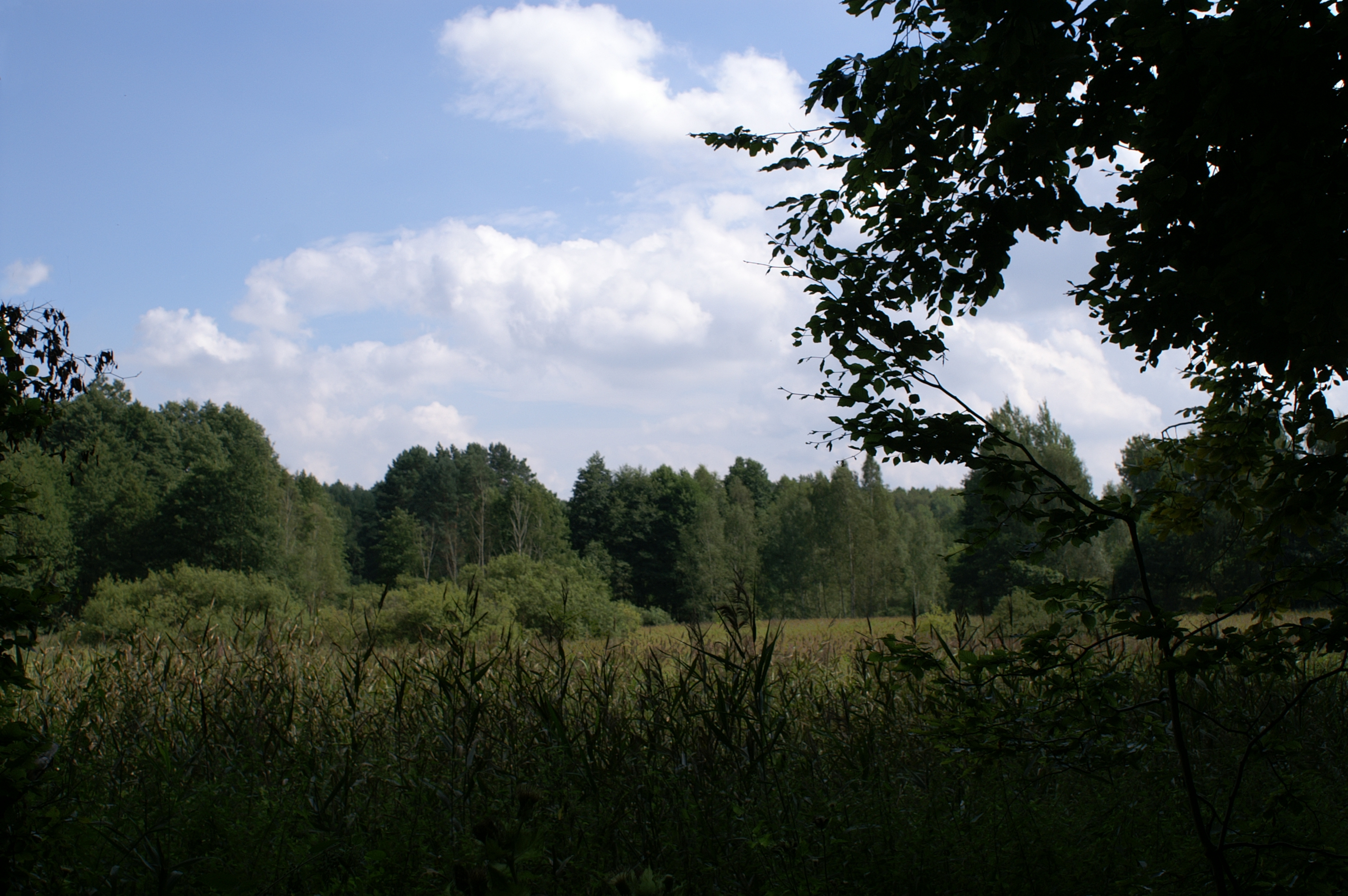
Blick ins Biesenthaler Becken

Das Biesenthaler Becken ist ein Naturschutzgebiet im Landkreis Barnim im Südwesten der brandenburgischen Gemeinde Biesenthal. Das 990 Hektar große Gebiet ist Teil des Naturparks Barnim und umfasst eine glazial geprägte Landschaft, erkennbar an der Hügellandschaft mit Kames und Zungenbeckenseen, darunter Mechesee, Hellsee, Liepnitzsee, Plötzensee, Regesesee und Streesee. Die Grenzen des Beckens werden im Osten und Süden durch die Barnim-Hochfläche, im Westen durch eine Endmoräne aus der Weichsel-Eiszeit und im Norden durch das Eberswalder Urstromtal bestimmt. Vom Rand her durchziehen Fließe das Becken, die sich vor Biesenthal zum Finow-Fließ vereinigen. Das Biesenthaler Becken wird durch das Finow-Fließsystem über das Eberswalder Urstromtal zur Oder hin entwässert. Die Landschaft wurde in der Weichsel-Eiszeit vor etwa 15.000 Jahren vom Toteis geformt.
Laubmischwälder, Feuchtwiesen und Moore sind landschaftsprägend. Von etwa 1830 bis kurz vor dem Zweiten Weltkrieg wurden die Niedermoore zur Torfgewinnung genutzt. Nach Einstellung des Torfstechens wurden Teilflächen durch die Anlage von Entwässerungsgräben für die Weidewirtschaft und Heugewinnung nutzbar gemacht. Heute sollen durch ein Wiedervernässungsprojekt erneut großflächige Moore im Becken gebildet werden, um den sinkenden Grundwasserständen im Barnim entgegenzuwirken. Das Biesenthaler Becken ist als Fauna-Flora-Habitat Teil des europaweiten Schutzgebietes Natura 2000. Ein Teil des NSG befindet sich im Besitz der NABU-Stiftung Nationales Naturerbe. Am Rande des Beckens liegen im Norden die Stadt Biesenthal, im Westen das Dorf Lanke und im Süden die Dörfer Lobetal und Rüdnitz.